# Košechabl'skij rajon
Il Košechabl'skij rajon (in russo Кошехабльский район?) è un municipal'nyj rajon della Repubblica autonoma dell'Adighezia, in Russia. Occupa una superficie di circa 606 chilometri quadrati, ha come capoluogo Košechabl' e ospitava nel 2010 una popolazione di 31.030 abitanti.